# Abdul Karim Tunda
Syed Abdul Karim alias Tunda (* 1943 in Indien) ist ein mutmaßlicher islamischer Terrorist und Bombenexperte. Ihm wird vorgeworfen, die Bombenanschläge in Mumbai 2006 und mindestens 40 weitere Anschläge organisiert zu haben und eine tragende Rolle bei Laschkar e-Taiba innezuhaben.
Sein ursprünglicher Beruf war Zimmermann. Er radikalisierte sich in den 1980er Jahren. Der Alias-Name Tunda rührt vom Verlust seiner linken Hand durch eine Sprengstoffexplosion her („der Behinderte“). Eine angebliche Festnahme in Mombasa, Kenia, im Juli 2006 erwies sich als Verwechslung. Tunda wurde am 17. August 2013 an der Grenze zu Nepal verhaftet. Er trug einen Pass aus Pakistan bei sich mit der Nummer AC 4413161, ausgestellt am 23. Januar 2013 auf den Namen Abdul Quddus mit dem Status eines Polizeipräsidenten.